# Konkordiusz
Konkordiusz – imię męskie pochodzenia łacińskiego. Oznacza harmonię, pokój. Istnieje kilku świętych katolickich o tym imieniu.
Żeński odpowiednik: Konkordia
Konkordiusz imieniny obchodzi 1 stycznia i 16 grudnia.